# Cirrochroa thule
Cirrochroa thule är en fjärilsart som beskrevs av Felder 1867. Cirrochroa thule ingår i släktet Cirrochroa och familjen praktfjärilar. Inga underarter finns listade i Catalogue of Life.